# Koh Ker
Koh Ker è il nome moderno del sito cambogiano ove sorge quella che fu la capitale dell'Impero Khmer durante il regno di Jayavarman IV, che la costruì a partire dal 921.

## Storia
Agli inizi del X secolo la capitale dell'Impero Khmer, in piena espansione, era Yasodharapura (nel sito chiamato oggi Angkor), ove il grande re Yasovarman I aveva costruito il tempio-montagna Phnom Bakheng come suo nucleo. Alla sua morte il regno passò ai figli, Harshavarman prima e Ishanavarman II poi. Verso la fine del regno di Harshavarman però un loro zio, Jayavarman IV, iniziò ad avanzare delle pretese e decise quindi di lasciare la capitale e fondare un proprio centro di potere in una zona circa 70 km a nord-est. La successione da padre a figlio nei regni khmer non fu mai una questione totalmente esplicitata, sia perché il ramo materno per antica tradizione aveva un suo peso (all'epoca Chenla legittimo erede era il figlio della sorella), che per le relazioni "bizantine" che legavano le famiglie dominanti. Frequenti erano perciò le dispute durante il passaggio dei poteri. Jayavarman IV era figlio di Mahendradevi, figlia di Indravarman, e aveva sposato la propria zia Jayadevi, sorellastra di Yaśovarman; poteva quindi vantare diritti legittimi al trono..
Fino a pochi decenni fa la storiografia lo considerava un usurpatore, ma la sua figura è stata rivalutata da autori più recenti, come Vickery, anche in ordine all'amplissima attività costruttiva e allo slancio che caratterizzò il suo regno.
Il luogo scelto si chiamava Chok Gargyar ("isola di gloria") e la grande città che vi sorse nel breve spazio di due decenni venne chiamata nelle iscrizioni Lingapura. Costruita a partire dal 921, quando Jayavarman era solo un pretendente al trono, fu capitale vera e propria dell'impero Khmer solo successivamente. La prima iscrizione che nomina chiaramente Jayavarman come re indiscusso è stata datata al 928 (K.35 Prasat Nan Khmau).
A Jayavarman IV successe suo figlio Harshavarman II, il cui regno fu molto breve: dal 941 o 942 al 944 d.C. Harshavarman II rimase a Koh Ker, ma il suo successore Rajendravarman (944-68) riportò la capitale nel sito di Angkor. La successione di Rajendravarman secondo le iscrizioni del Pre Rup è probabile non sia stata pacifica. Rajendravarman era figlio di una sorella maggiore di Yaśovarman ed era cugino di primo grado e contemporaneamente zio del suo predecessore..

## Sito
Nonostante il breve periodo in cui essa fu capitale, il numero di costruzioni ed edifici religiosi della zona è notevole. IL nucleo centrale è costituito da una città con un recinto esterno di 1200 m di lato, che contiene un recinto interno che racchiude il tempio di stato, chiamato ai giorni nostri Prasat Thom ("grande tempio"). Varie altre decine di templi minori si estendono però su un'area vasta ben 7 km per 5 km.
Subito a sud del tempio principale si trova il grande bacino idrico del baray Rahal (1188 per 548 metri, ora prosciugato), alimentato dal fiume Stung Sen, che divide il gruppo del Prasat Thom dai templi minori del cosiddetto "gruppo Nord". Una particolarità di tale baray è di essere stato costruito scavando in parte nella roccia viva (anziché minimizzando gli scavi e innalzando invece argini come prassi), dovette quindi richiedere molta manodopera.

## Complesso centrale
Il complesso del Prasat Thom comprende una piramide a sette gradoni di 55  metri di lato alla base che raggiunge l'altezza di 32 m. Secondo le stime di Henri Parmentier, il colossale linga eretto in cima, menzionato nelle iscrizioni, doveva essere alto più di 4 metri e pesare 24 tonnellate.
La scala dell'intera area è di enormi proporzioni, al punto che alcuni degli elementi costitutivi appaiono smisurati: è il caso di uno dei gopura, detto Prasat Kraham, che era stato concepito così grande ed elaborato da diventare un tempio vaishnavita a sé stante. La ragione di una concezione architettonica su così grande scala è ravvisata da alcuni studiosi.,  nell'esigenza politica (e forse anche morale) del pretendente al trono di dimostrare il proprio potere politico e la propria autorità.

## Altri templi
Il Prasat Nan Khmau (Santuario della donna nera) è un alto edificio in laterite particolarmente ben preservato che si distingue per la ricca decorazione e per il fatto di essere orientato ad Ovest (invece che a Est, come quasi tutti i templi Khmer). Il santuario detto Prasat Kong Yuan ("del giovane Vietnamita") si distingue per un elemento decorativo che sarà poi impiegato anche nei secoli successivi (a partire dal tempio di Banteay Srei): il fastigio con le punte verso l'alto, reminiscenza forse di una pregressa tecnica decorativa usata sul legno.

## Le attività archeologiche e turistiche
Situata a circa 70 km a NE di Angkor, Koh Ker è stato a lungo un sito quasi inaccessibile per i turisti, ma dal 2005 una nuova strada permette di raggiungere le sue bellezze in circa 3 ore da Siem Reap. Negli anni passati, infatti, Koh Ker è rimasta isolata, prima a causa dei "Khmer rossi" e poi della presenza massiccia di mine inesplose. Tale forzato isolamento non ha giovato alla conservazione dell'immenso patrimonio artistico del sito. I disegni e le descrizioni fornite da Lunet de Lajonquière nel 1902 e da Henri Parmentier nel 1939 sono oggigiorno quasi indecifrabili, vista l'interazione di diversi fenomeni: la vegetazione che si è insinuata e a volte ha rovinato le architetture, alcuni errori di costruzione commessi dai costruttori, la presenza di predatori e vandali che hanno pesantemente danneggiato o sottratto moltissime opere. Non a caso, nonostante il breve periodo in cui la città fu attiva come capitale, è particolarmente elevato il numero di sculture e frammenti provenienti da Koh Ker nei musei e nelle collezioni private di tutto il mondo.
Il 17 settembre 2023 il sito archeologico è stato iscritto nella Lista dei patrimoni dell'umanità dell'UNESCO dalla quarantacinquesima sessione del Comitato del patrimonio mondiale riunito a Riad.